# Ostojići
Ostojići is een plaats in de gemeente Dvor in de Kroatische provincie Sisak-Moslavina. De plaats telt 4 inwoners (2001).